# Dobliče
Dobliče – wieś w Słowenii, w gminie Črnomelj. W 2018 roku liczyła 179 mieszkańców.